# مدرسه پرستاری ییل
مدرسه پرستاری ییل (به انگلیسی: Yale School of Nursing (YSN)) در سال ۱۹۲۳ در نیوهیون، کانتیکت از ایالات متحده آمریکا یک مدرسه ممتاز پرستاری با شهرتی برای برتری در آموزش، پژوهش و عمل بالینی شناخته شده‌است.
- این مدرسه پرستاری در رده بندی مدارس برتر کارشناسی ارشد پرستاری (در ایالات متحده آمریکا) قرار گرفته واین پیامد توسط رسانه‌های آمریکا و گزارش جهانی یواس نیوز اند ورلد ریپورت و حتی از طرف نهادهای پرستاری وابسته به مؤسسات ملی بهداشت مورد تایید قرار گرفته‌است.

## تاریخچه
دانشکده پرستاری ییل در سال ۱۹۲۳ با کمک مالی از بنیاد راکفلر تأسیس و اولین کالج پرستاری مستقل از دانشگاه، جهت آموزش پرستاران بود.
آنی وربورتون گودریچ اولین رئیس دانشکده پرستاری ییل و اولین رئیس زن در این دانشکده بود.

## نگارخانه

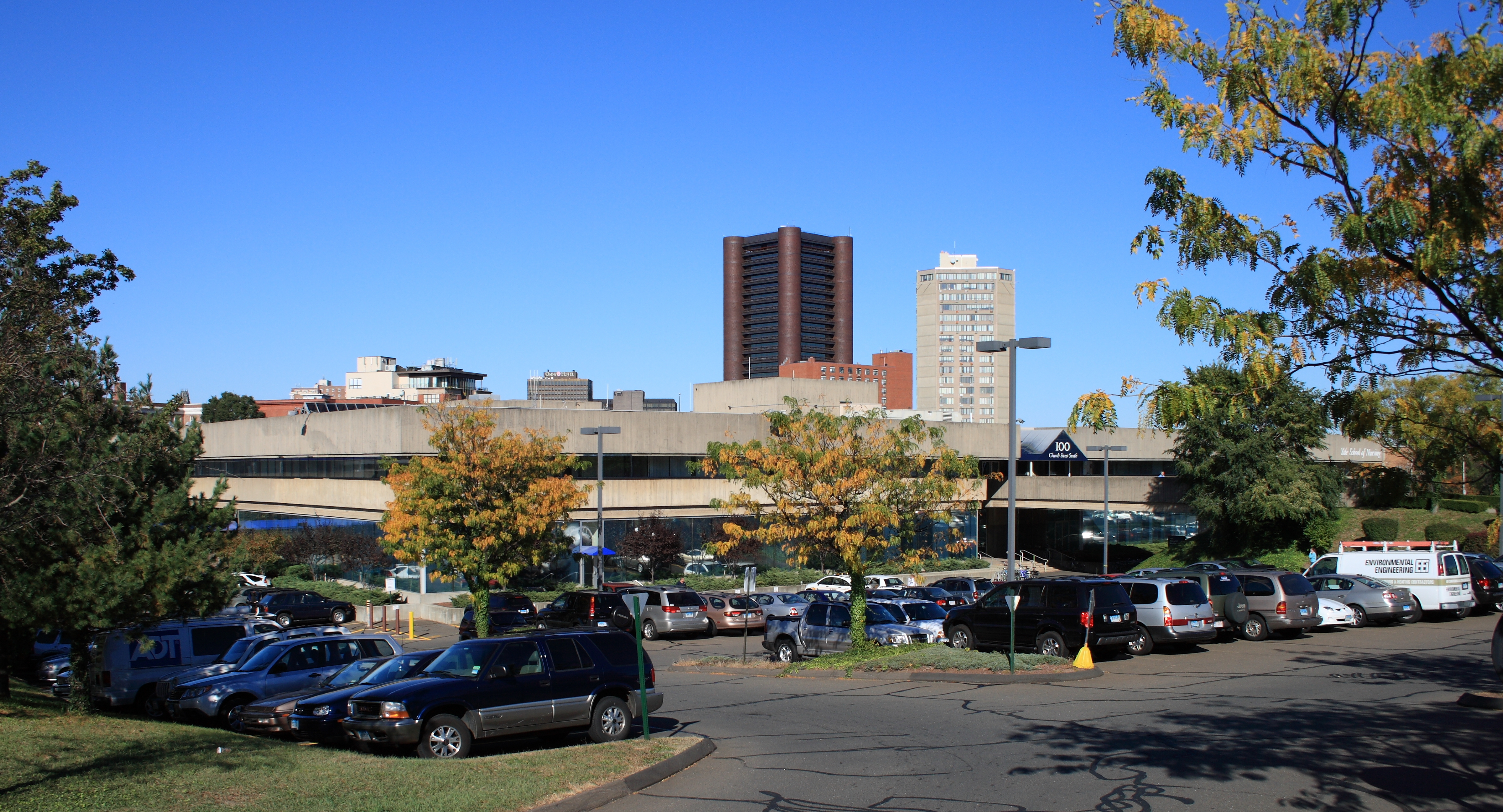
کالج پرستاری ییل